# Alpheoidea
Los alfeoideos (Alpheoidea) es una superfamilia de camarones que contiene las familias Alpheidae, Barbouriidae, Hippolytidae, Lysmatidae y Ogyrididae.

## Especies más reconocidas de la superfamilia
Las especies más reconocidas son:
- Lysmata amboinensis
- Thor amboinensis
- Alpheus cedrici
- Barbouria cubensis
- Ogyrides alphaerostris